# Casa do Tambor de Crioula do Maranhão
A Casa do Tambor de Crioula do Maranhão está localizado na cidade de São Luís, no estado do Maranhão. É um espaço cultural é destinado às exposições, apresentações e  atividades de ensino, oficinas de ritmos, produção de indumentárias, tambores e artesanato relacionadas ao tambor de crioula. Além disso, a Casa Tambor de Crioula do Maranhão também tem uma lojinha onde vende produtos relacionados à manifestação cultural.

## História
A criação da Casa do Tambor de Crioula em São Luís ocorreu por meio da lei municipal nº 4.673, de 9 de novembro de 2006 e é subordinada à Fundação Municipal de Cultura. A Casa foi inaugurada no dia 13 de julho de 2018 e recebeu recursos financeiros do Instituto do Patrimônio Histórico e Artístico Nacional (Iphan). O local é um mecanismo de difusão, promoção e reprodução do Tambor de Crioula. Está localizada no centro de São Luís, na esquina das Ruas Estrela e João Vital de Mato.
O imóvel que abriga a casa é um sobrado tradicional de dois pavimentos e o sótão. É representativo da arquitetura luso-brasileira no estado do Maranhão e recebeu um investimento de, aproximadamente, R$1,8 milhão do governo brasileiro, por meio do Iphan. Na década de 1970, o sobrado foi destruído por um  incêndio e ficou em condições de arruinamento. O sobrado pertence ao Governo do Estado do Maranhão, que é responsável pela gestão do Centro de Referência, por meio da Secretaria de Cultura e Turismo do Estado (SECTUR).

## Referência
1. ↑  «Daqui mostra as tradições da Casa do Tambor de Crioula». Rede Globo. 10 de novembro de 2018. Consultado em 5 de julho de 2025. Cópia arquivada em 5 de julho de 2025
2. ↑  Barbosa, Yeda (coord). (2016). Tambor de Crioula do Maranhão (Dossiê IPHAN, 15) (PDF). Brasília, DF: IPHAN. ISBN 978-85-7334-294-9
3. ↑  «Conheça a Casa do Tambor de Crioula, uma das salvaguardas da cultura maranhense». O Imparcial. 28 de julho de 2018. Consultado em 5 de julho de 2025. Cópia arquivada em 5 de julho de 2025
4. 1 2 3  «Maranhenses recebem Casa do Tambor de Crioula». IPHAN. 9 de julho de 2018. Consultado em 5 de julho de 2018. Cópia arquivada em 10 de maio de 2025